# 65 Cibele
Cibele (asteroide 65) é um asteroide da cintura principal com um diâmetro de 237,26 quilómetros, a 3,07294139 UA. Possui uma excentricidade de 0,10497506 e um período orbital de 2 323,67 dias (6,36 anos).
Cibele tem uma velocidade orbital média de 16,07434096 km/s e uma inclinação de 3,54838537º.
Este asteroide foi descoberto em 8 de Março de 1861 por Ernst Tempel. Seu nome vem do personagem mitológico frígio Cibele.